# 2021年聖馬利諾人工流產合法化公投
人工流產合法化公投於2021年9月26日在聖馬利諾舉行。公民投票結果顯示支持修法方以逾75%投票人數佔絕對多數。

## 背景
原在聖馬力諾刑法第153、154條中，人工流產被完全禁止，以致其原為和馬爾他共和國、安道爾和梵蒂岡以類似法律完全禁止人工流產的四個歐洲國家之一。違背刑法此兩條原可致三年到五年的有期徒刑，不過雖然法律没有明文规定，孕婦事實上可因其體內胚胎影響母體健康因素出於醫療必要進行人工流產。
在RETE公民运动和聖馬力諾婦女聯盟依1994年聖馬利諾公民投票法到收集足夠連署（相當於註冊選民數 3%）后，此公民投票問題在2021年3月15日公布。在此之前，最近一次欲通過人工流產合法化的嘗試发生于1974年，然而在當時提议受到否決。

## 結果
此公民投票使得在妊娠的十二週內、或者發現胚胎具有畸形時、或者胚胎对婦女可能產生身心健康嚴重傷害時進行人工流產合法。自此自1865年以来立定的人工流產违法的法律遭推翻。
因为尋求人工流產的聖馬利諾婦女本可以到鄰近的義大利（義大利在1978年即通過人工流產合法化）進行終止妊娠，所以此次公民投票多少只是象征性的。本次公投是在天主教會強烈反對下通過的。聖馬利諾主教安德里亚·图拉齐表示天主教會堅決反對此公投提議。此次公民投票投票率為41.1%，略低於在2019年針對投票制度和反歧視法案的公投提案的投票率。
在公民投票通過後，聖馬利諾議會须通過法案使公投结果正式入法，該修正法案於2022年9月12日通過。聖馬利諾是最後幾個人工流產為非法的歐洲國家（包括安道爾和馬爾他，此二國家在2021年仍定人工流產為非法）。此次公投成功使其同诸如在2018年通過人工流產除罪修憲案的爱尔兰一道，成为2010~2020年代中起允许了人工流產的欧洲天主教国家。